# 43gy busz (Budapest)
A budapesti 43-as (gyors 43-as) jelzésű autóbusz Árpád híd, metróállomás és Megyer, Vízművek lakótelep között közlekedett. A járatot a Budapesti Közlekedési Vállalat üzemeltette.

## Története
1959. július 13-án új gyorsjárat indult 143-as jelzéssel a belvárosi Madách tér és Újpest, Nádor utca között, majd augusztus 17-én a Szilágyi utcáig hosszabbították, végül szeptember 19-én kihasználatlanság miatt megszüntették.
1961. február 25-én az U jelzésű gyorsjárat a 143-as jelzést kapta. 1977. január 3-án a 43-as jelzést kapta, majd április 1-jén 43A jelzésű betétjárat is indult a Katona József utca és a Megyeri út (Cérnagyár) között. Az M3-as metró építése miatt a buszok többször is terelt útvonalon közlekedtek a Váci út helyett. 1981. december 30-án a metró Deák tér–Élmunkás tér szakaszának átadása miatt a 43-as és a 43-as buszok útvonala az Élmunkás térig (ma: Lehel tér) rövidült, a 43A megszűnt. 1984. november 6-án, a metró újabb szakaszának átadása miatt újra lerövidítették a 43-as és 43-as buszokat, már csak az Árpád hídig jártak, a 43-as pedig egy évvel később megszűnt. 1990. december 15-én átadták a 3-as metró újpesti szakaszát is, ekkor a 43-as autóbusz jelzését 43-asra módosították.

## Útvonala
| Újpest, Petőfi laktanya felé | Árpád híd, metróállomás felé |
| --- | --- |
| Árpád híd, metróállomás vá. – Váci út – Kruzslák Béla utca – Petneházy utca – Teve utca – Rozsnyai utca – Lomb utca – Madarász Viktor utca – Szobor utca – Váci út – Újpest, Petőfi laktanya vá. | Újpest, Petőfi laktanya vá. – Váci út – Szekszárdi utca – Madarász Viktor utca – Lomb utca – Petneházy utca – Teve utca – Róbert Károly körút – Árpád híd, metróállomás vá. |

## Megállóhelyei
| 0  | Árpád híd, metróállomás végállomás        | 18 | 3V, 26, 32, 32, 84, 106, 120, 133 1 |
| ∫  | Teve utca                                 | 17 | 3V, 32, 32, 120                     |
| ∫  | Frangepán utca (korábban: Vágó Béla utca) | 17 | 3V, 32, 32, 120                     |
| ∫  | Forgách utca                              | 16 | 3V, 133                             |
| ∫  | Fiastyúk utca (korábban: Thälmann utca)   | 14 | 3V, 84                              |
| 6  | Gyöngyösi utca                            | 13 | 3V, 4, 4A, 4, 84                    |
| 8  | Szekszárdi utca                           | ∫  | 3V                                  |
| ∫  | Hajó- és Darugyár                         | 10 | 3V                                  |
| ∫  | Kender-Juta                               | 9  | 3V                                  |
| 10 | Árpád út (↓) Újpest, vasúti híd (↑)       | 8  | 3V, 84, 96, 104, 104A               |
| 11 | Táncsics Mihály utca                      | 7  | 96, 104, 104A                       |
| 12 | Lipták utca (↓) Zsilip utca (↑)           | 6  | 96, 104, 104A                       |
| 13 | Megyeri út (↓) Tímár utca (↑)             | 5  | 47, 96, 96, 104, 104A               |
| 14 | TUNGSRAM                                  | 4  | 47, 96, 96, 104, 104A               |
| 16 | Fóti út                                   | 2  | 47, 96, 96, 104, 104A               |
| 17 | Oxigéngyár                                | 1  | 104, 104A                           |
| 18 | Újpest, Petőfi laktanya végállomás        | 0  | 104, 104A                           |